# Kurt Kühn (Politiker)
Kurt Kühn (* 19. Juni 1898 in Merseburg; † 23. Januar 1963) war ein deutscher Gewerkschafter, Politiker (KPD/SED) und Widerstandskämpfer gegen das NS-Regime.

## Leben
Kühn, Sohn eines Ziegelmeisters, besuchte die Volks- und Mittelschule. Er erlernte den Beruf des Elektromonteurs. Im April 1915 wurde er Mitglied des Deutschen Metallarbeiter-Verbandes. Im Jahr 1916 meldete er sich freiwillig zur Kaiserlichen Marine. Als Begründung schreibt er, sein Freund Kurt Kundt habe ihn mit folgenden Worten überzeugt: „Unser Jahrgang wird demnächst gemustert. Dann gehen wir ab zur Infanterie, hinaus in Dreck und Schlamm. Wir wollen uns zur Marine melden. Wir sind Handwerker, Metallarbeiter, die werden dort gesucht. Auf einem Schiff ist es auf alle Fälle besser als im Schützengraben.“ Als Matrose nahm er an mehreren Seeschlachten teil. Am 3. November 1918 war Kühn aktiv am Kieler Matrosenaufstand beteiligt. Nach seiner Rückkehr nach Merseburg schloss er sich 1919 der SPD an. Er wirkte als Gewerkschafts- und Parteifunktionär im Leunawerk. 1920 nahm er am Streik gegen den Kapp-Putsch teil. 1923 trat er zur KPD über. Ab 1924 war er Mitglied der KPD-Bezirksleitung Halle-Merseburg sowie Stadtverordneter in Merseburg. Von 1927 bis 1933 arbeitete er als Redakteur bei der KPD-Zeitung Klassenkampf in Halle (Saale) und war Mitglied des Provinziallandtages der Provinz Sachsen. 1932/33 war er RGO-Bezirksleiter und Mitglied des Sekretariats der KPD-Bezirksleitung Halle-Merseburg.
Nach der „Machtergreifung“ der Nationalsozialisten 1933 beteiligte sich Kühn am kommunistischen Widerstand. Ab 1933 leitete er zunächst den Bezirk Hamburg-Wasserkante der nunmehr illegalen RGO, ab Januar 1934 war er Leiter der RGO Berlin. Im Februar 1934 wurde er verhaftet und am 26. April 1934 durch das Kammergericht Berlin zu sechs Jahren Zuchthaus verurteilt. Er war im Zuchthaus Brandenburg und ab März 1937 im KZ Sachsenhausen inhaftiert. Nach seiner Entlassung im Juni 1939 arbeitete Kühn erneut als Elektromonteur und nahm seine Widerstandstätigkeit wieder auf. Er hatte Verbindung zur Widerstandsgruppe um Georg Schumann. Am 17. August 1944 wurde Kühn erneut verhaftet und gegen ihn ein Verfahren wegen „Vorbereitung zum Hochverrat“ eingeleitet. Bis zum 20. März 1945 blieb er in U-Haft in Leipzig und Dresden.
Ab 1945 war er wieder Mitglied der KPD, ab 1946 der SED. Von 1946 bis 1950 war Kühn Mitglied des Sächsischen Landtages sowie dessen dritter Vizepräsident. Von 1948 bis 1954 war er Abgeordneter des Volksrates bzw. der Volkskammer.
1947/1948 war er Zweiter, von 1948 bis 1950 Erster Vorsitzender des FDGB-Landesvorstandes Sachsen. Von Juli 1950 bis 1952 war er Vorsitzender des Zentralvorstandes der IG Chemie im FDGB. Von 1952 bis 1955 war er Mitglied des Sekretariats des FDGB-Bundesvorstandes, 1952/53 wirkte er als Sekretär für Gesamtdeutsche Arbeit, ab September 1953 als stellvertretender Chefredakteur der FDGB-Monatsschrift Die Arbeit. Ab 1955 leitete er die Pressestelle des FDGB-Bundesvorstandes.
Nach einem Herzinfarkt zog sich Kühn aus dem Berufsleben zurück und übersiedelte nach Leipzig, wo er an einer Biographie über seinen Freund und Mitstreiter Georg Schumann arbeitete. Ihr Erscheinen erlebte Kühn jedoch nicht mehr, da er am 23. Januar 1963 im Alter von 64 Jahren verstarb.

## Privates
Sein Sohn war der Maler und Grafiker Kurt-Hermann Kühn (1926–1989).

## Schriften (Auswahl)
- Die letzte Runde. Widerstandsgruppe NKFD. VVN-Verlag, Berlin, Potsdam 1949.
- Schmiedet die Aktionseinheit der Chemiearbeiterschaft im Kampf für den Frieden! Tribüne, Berlin 1952.
- Der Aufstand in der deutschen Hochseeflotte und mein Weg zur Partei. In: Arbeitskreis verdienter Gewerkschaftsveteranen beim Bundesvorstand des FDGB (Hrsg.): 1918. Erinnerungen von Veteranen der deutschen Gewerkschaftsbewegung an die Novemberrevolution. Berlin (Ost) 1958 (Beiträge zur Geschichte der deutschen Gewerkschaftsbewegung Band 1. Die Novemberrevolution 1918 und die deutschen Gewerkschaften, 2. Halbband) S. 221–252.
- Georg Schumann. Eine Biographie. Dietz, Berlin 1965.
- Der Kieler Matrosenaufstand. In: Albrecht, Günther (Hrsg.): Erlebte Geschichte von Zeitgenossen gesehen und geschildert. Erster Teil: Vom Kaiserreich zur Weimarer Republik. 2. Auflage. Berlin 1968, S. 178–181. (Der Beitrag wurde ebenfalls abgedruckt in: Boehncke, Heiner: Vorwärts und nicht vergessen. Ein Lesebuch. Rowohlt, Reinbek 1973, S. 17–20.)

## Auszeichnungen
- Fritz-Heckert-Medaille (1955)
- Ernst-Moritz-Arndt-Medaille (1957)
- Vaterländischer Verdienstorden in Silber (1957)